# Mosteiro de Valaam
O Mosteiro de Valaam, ou Mosteiro de Valamo é um mosteiro estauropégico ortodoxo na Carélia russa, localizado na ilha de Valaam, a maior ilha do Lago Ladoga, que por sua vez é o maior lago da Europa.

## História
Não está claro quando o mosteiro foi fundado. Uma vez que o claustro não é mencionado em documentos antes do séc. XVI, diferentes datas – do séc. X ao XV – já foram propostas. De acordo com uma tradição, o mosteiro teria sido fundado por um monge grego do séc. X, Sérgio de Valaam, e seu companheiro, Herman de Valaam. O estudioso finlandês Heikki Kirkinen se mostra inclinado a colocar a fundação do mosteiro no séc. XII. Historiadores contemporâneos consideram mesmo essa datação antiga demais. De acordo com um consenso entre acadêmicos, o mosteiro teria sido fundado em algum ponto na direção ao final do séc. XIV. John H. Lind e Michael C. Paul datam a fundação entre 1389 e 1393, baseados em diversas fontes, inclusive o "História do Mosteiro de Valaam," um manuscrito do séc. XVI, que afirma que o mosteiro foi fundado por  Ioann, arcebispo de Novgorod.
Em qualquer caso, o mosteiro de Valaam foi um posto avançado da Igreja Ortodoxa contra os pagãos, e, mais tarde, contra o cristianismo católico de Tavastia, Savônia e Carélia (sueca).
As lutas por poder entre russos e suecos empurraram a fronteira em direção ao oriente no séc. XVI; em 1578 o mosteiro foi atacado e muitos monges e noviços foram mortos por suecos luteranos. O mosteiro ficou desolado entre 1611 e 1715 depois de outro ataque dos suecos, em que foram queimados os edifícios e a fronteira entre Rússia e Suécia passou a cortar o Lago Ladoga. No séc. XVIII o mosteiro foi magnificamente restaurado e em 1812 passou a pertencer ao Grão-Ducado da Finlândia, como uma província autônoma do Império Russo. 
Em 1917, a Finlândia se tornou independente e a Igreja Ortodoxa Finlandesa se tornou autônoma sob a Igreja Ortodoxa de Constantinopla, da mesma forma que havia sido autônoma com relação à Igreja Ortodoxa Russa. Valaam (Valamo) era o mosteiro mais importante da Igreja Ortodoxa Finlandesa. O idioma litúrgico foi alterado do eslavo eclesiástico para o finlandês, e o calendário litúrgico do juliano para o calendário gregoriano. Essas alterações levaram a disputas intermináveis na comunidade monástica de Valaam.

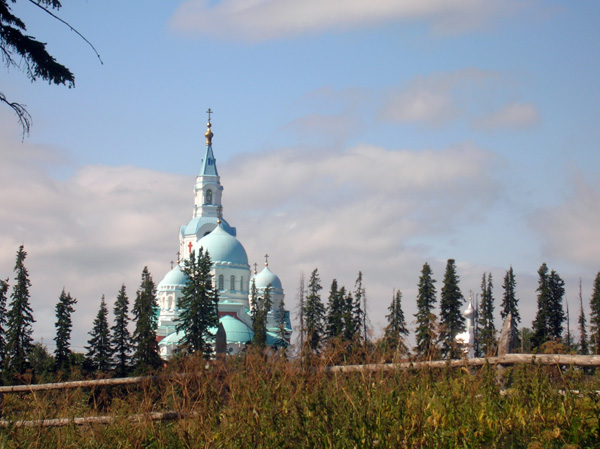
Vista do Mosteiro de Valaam

O território foi disputado pela União Soviética e a Finlândia durante a Segunda Guerra Mundial. Devido à Guerra de Inverno, o mosteiro foi evacuado em 1940, quando 150 monges se estabeleceram em Heinävesi, na Finlândia. Essa comunidade ainda existe como o mosteiro de Novo Valamo, em Heinävesi. Tendo recebido evacuados do mosteiro de Konevsky e do mosteiro de Petsamo, hoje o Novo Valamo é o único mosteiro da Igreja Ortodoxa da Finlândia. 
Entre 1941 e 1944, durante a Guerra da Continuação, uma tentativa foi feita para restaurar os edifícios do mosteiro no Velho Valaam, porém mais tarde a ilha serviu como uma base militar soviética. 
Desde que o mosteiro de Valaam original foi devolvido à Igreja Ortodoxa em 1989, ele tem gozado do patrocínio pessoal do patriarca Aleixo II de Moscou, que frequentou o mosteiro quando criança. O mosteiro, cujos edifícios foram meticulosamente restaurados, tem ganhado um significativo poder legal sobre a ilha, em um esforço para retornar a um estado de retraimento espiritual. Depois de anos de processos legais infrutíferos contra o mosteiro, muitos residentes da ilha optaram por deixa-la, ainda que não todos. O atual superior da comunidade é o bispo Pankraty (Zherdev) de Troitski.

## Canto de Valaam

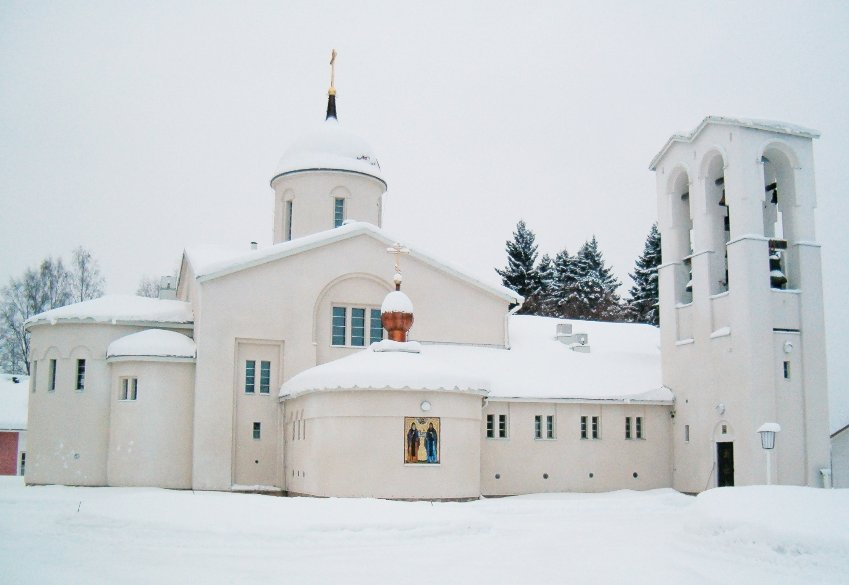
Mosteiro Novo Valamo em Heinävesi, Finlândia.

O mosteiro de Valaam tem uma tradição única de canto, chamada canto de Valaam, que combina algumas características do canto bizantino e do canto znamenny. Assim, como no canto bizantino, o canto é sempre desenvolvido em 2 partes: uma melodia e um ison, mas, como no canto znamenny, a estrutura da escala é sempre diatônica, a ornamentação é simplificada em comparação com o canto bizantino e as melodias são mais parecidas com aquelas do canto znamenny antigo, quase configurando uma variedade local dessa tradição. Essa relativa simplicidade se tornou uma das razões para a introdução experimental do canto de Valaam em várias paróquias na Rússia no final do séc. XX.
O mosteiro possui um forte coro profissional de cinco vozes masculinas que fazem turnês mundo afora para angariar fundos para a contínua restauração dos edifícios. Alguma de sua música pode ser ouvida no site do mosteiro.

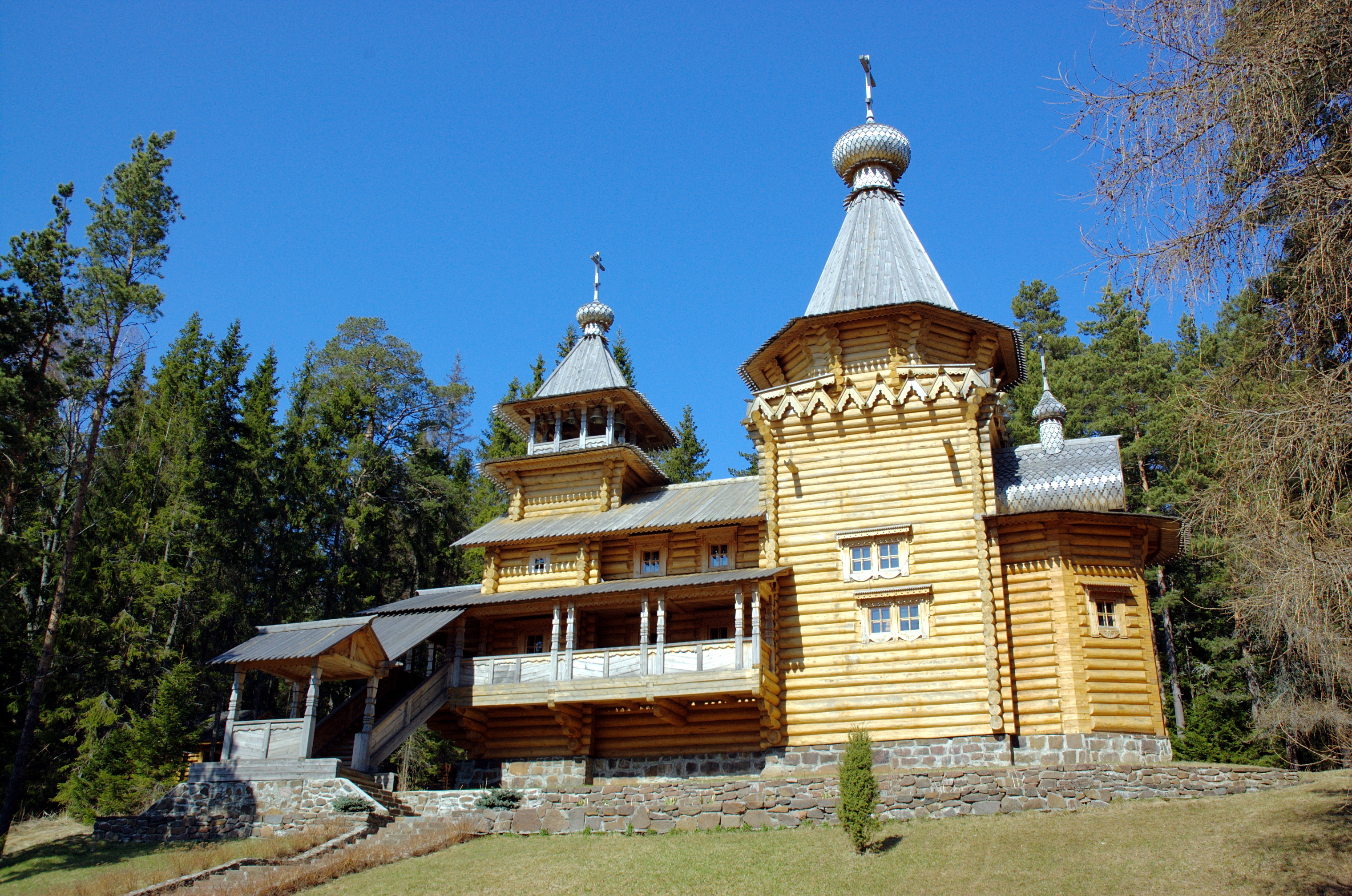
A igreja reconstruída, agora em estilo Careliano/Zaonezh, do ‘skete’ (assentamento de monges ortodoxos) do profeta Elias na ilha de Lembos, cerca de 10 km a leste do mosteiro principal, da cadeia de ilhotas que se estende para o oriente a partir da ilha principal.

## Fogo ( 2016 )
Na manhã de 1 de maio de 2016, domingo de Páscoa ortodoxo, um incêndio cobrindo cerca de 800 metros quadrados irrompeu sobre a propriedade do mosteiro, dentro do "Hotel de Inverno", construído em 1850. Patrimônio nacional pertence ao mosteiro Valaam, Está bem ao lado da catedral principal do mosteiro, não houve vítimas no incidente, segundo os serviços de emergência relatados.